# Parc natural de Pirin
El Parc Nacional del Pirin s'estén per la major part de les Muntanyes Pirin, al sud-oest de Bulgària. Va ser declarat Patrimoni de la Humanitat per la UNESCO el 1983.
El parc té una extensió de 274 km², i la seva alçada varia entre 1008 i 2914 msnm. En els límits del parc se situen dues reserves naturals: Bayuvi Dupki-Dzhindzhiritsa i Yulen.

## Història

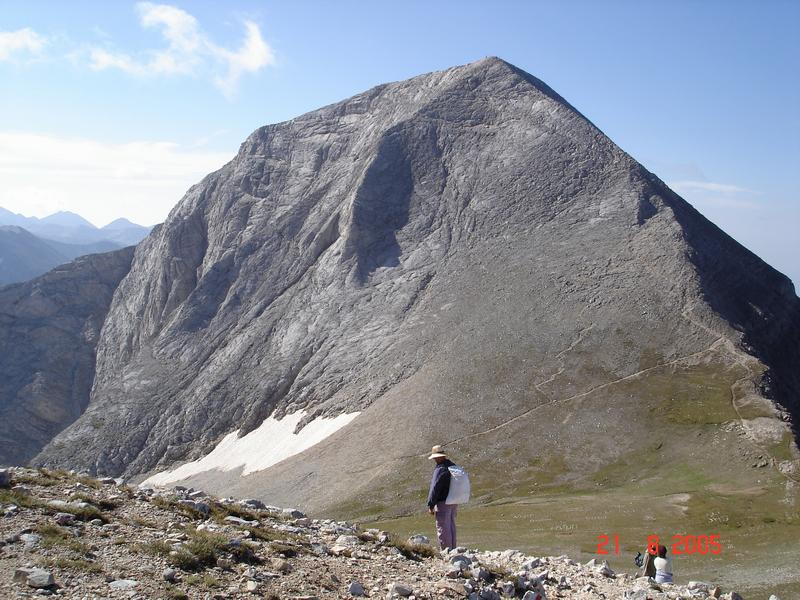
Vihren, el pic més alt de Pirin, està situat a l'interior del parc

Els límits del parc i la seva mida han tingut nombrosos canvis al llarg del temps.
El parc nacional de Vihren va ser creat el 8 de novembre 1962 amb la intenció de preservar els boscos situats en les zones més altes de la muntanya. El parc tenia una superfície de 62 km², que corresponen a una petita part del seu territori actual. El parc va ser reanomenat «Parc del poble de Pirin» el 1974 per un decret ministerial i el seu territori es va veure considerablement engrandit.
L'administració del parc va ser creat el 1979 i la seva seu es troba a Bansko. El parc es va incloure en la Llista del Patrimoni Mundial de la UNESCO el 1983, i després que una llei sobre els espais protegits fos aprovada el 1998, l'àrea va ser declarada parc nacional.